# Geranomyia bogongicola
Geranomyia bogongicola là một loài ruồi trong họ Limoniidae. Chúng phân bố ở miền Australasia.